# Baby Boy (película)
Baby Boy es una película de 2001 escrita, producida, y dirigida por John Singleton. 

## Sinopsis
El papel principal fue escrito originalmente para Tupac Shakur en 1996, pero cuando murió, la producción de la película quedó en suspenso. Jody escucha a muchas de las canciones de Shakur y tiene una foto de él en su pared.
Singleton escribió originalmente el papel de Rodney de Ice Cube.
El elenco ganó un premio especial en el Festival Internacional de Cine de Locarno en 2001. La película también fue en la carrera por el Leopardo de Oro, máximo galardón del festival.
Un adulto inmaduro joven llamado Jody (Tyrese Gibson) vive con su madre Juanita (Adrienne-Joi Johnson) en South Central Los Angeles. Pasa la mayor parte de su tiempo con su mejor amigo Sweetpea desempleados (Omar Gooding) y no parece interesado en convertirse en un adulto responsable. Sin embargo, se ve obligado a madurar como resultado de que un exconvicto llamado Melvin (Ving Rhames) se muda a su casa. Otro factor es que sus hijos - un hijo con su novia Yvette (Taraji P. Henson) y una hija con una chica llamada maní. Yvette constantemente pide a Jody si alguna vez va a venir a vivir con ella y su hijo, pero Jody evita el tema y va y viene como le plazca. Jody también sigue viendo y teniendo relaciones sexuales con otras mujeres, incluyendo maní. Esto se convierte en un problema entre él y Yvette también.
Con el tiempo, el gánster Yvette exnovio de Rodney (Snoop Dogg) es liberado de la cárcel y regresa al barrio para desafiar a Jody. Rodney intenta violar a Yvette delante de su hijo, y también trata de matar a Jody en un tiroteo, sin embargo, aunque se esfuerce no tiene éxito. Jody y Sweetpea enfrentan a Rodney, y en su intento de escapar, Jody le dispara en el tobillo. Sweetpea insta a Jody a matar a Rodney, pero él se niega, y en ese momento Sweetpea Rodney mata a sí mismo. Sentirse culpable por la muerte de Rodney, Jody se prepara para suicidarse disparándose un tiro en la cabeza, pero afortunadamente Melvin lo atrapa y saca la pistola. Después de reflexionar sobre la muerte de Rodney y cómo poner Yvette y su hijo en peligro por no estar cerca siempre, Jody finalmente sale de la casa de su mamá con Yvette. Jody se ha convertido en un hombre maduro, consciente de que la relación de su madre con Melvin es estable y que tiene una familia propia que necesita proteger y cuidar. Después, Jody y Yvette se casan y ella queda embarazada de su tercer hijo de Jody y su segundo hijo con él. Sweetpea decide comenzar una nueva y fuere bautizado, se, poniendo su vida pasada como un matón callejero detrás de él.

## Reparto
- Tyrese Gibson como Joseph "Jody" Summers.
- Omar Gooding como Sweetpea.
- Taraji Henson como Yvette.
- Snoop Dogg como Rodney.
- Ving Rhames como Melvin.
- Adrienne-Joi Johnson como Juanita.
- Mo'Nique como Patrice.
- Angell Conwell como Kim.
- Tamara LaSeon Bass como Peanut.
- Tawny Dahl como Pandora.